# Triaspis stenochila
Triaspis stenochila är en stekelart som beskrevs av Martin 1956. Triaspis stenochila ingår i släktet Triaspis och familjen bracksteklar. Inga underarter finns listade i Catalogue of Life.